# (23173) Hideaki
(23173) Hideaki est un astéroïde de la ceinture principale.

## Description
(23173) Hideaki est un astéroïde de la ceinture principale. Il fut découvert le 24 avril 2000 à la station Anderson Mesa par le programme LONEOS. Il présente une orbite caractérisée par un demi-grand axe de 2,73 UA, une excentricité de 0,06 et une inclinaison de 12,8° par rapport à l'écliptique.

## Compléments